# Barış Manço
Barış Manço [bárɯš mánčo], turški glasbenik in televizijska osebnost, * 2. januar 1943, Üsküdar, Carigrad, † 1. februar 1999, Kadıköy, Carigrad.
Pevec, besedilopisec, skladatelj, televizijski voditelj in producent Barış Manço je eden od pionirjev rock glasbe v Turčiji in utemeljiteljev žanra anatolskega rocka. Napisal je več kot 200 pesmi, od katerih so številne doživele priredbe v tuje jezike, in osvojil 12 zlatih in eno platinasto nagrado za albume. Na turški državni televiziji je osem let ustvarjal in vodil oddajo 7'den 77'ye. Do danes ostaja ena najprepoznavnejših osebnosti turške zabavne scene.

## Življenje
Barış Manço (ime v turščini pomeni »mir«) se je rodil leta 1943 na azijski strani Carigrada. Njegova mati Rikkat Uyanık je na konservatoriju študirala klasično turško glasbo. Njegovo polno ime je sprva bilo Tosun Yusuf Mehmet Barış Manço, kar so skrajšali, ko je bil v osnovni šoli.
V srednji šoli Galatasaray je leta 1958 oblikoval svojo prvo glasbeno skupino, Kafadarlar, ki je nastopala s priredbami rock'n'roll pesmi. V srednji šoli je sestavil tudi drugo glasbeno skupino Harmoniler. Po očetovi smrti je šolanje nadaljeval na srednji šoli Şişli Terakki.
Po dokončani srednji šoli se je preselil v Francijo in nato v Belgijo, kjer se je vpisal na Kraljevo akademijo za likovno umetnost, smer slikarstvo, grafiko in notranje oblikovanje. V času študija je sodeloval z različnimi tamkajšnjimi glasbeniki in nastopal v več državah večinoma v angleščini, pa tudi v francoščini in turščini. Bil je član skupin Les Mistigris in Kaygısızlar, s katerima je ustvarjal pretežno psihedelični rock z elementi turške narodne glasbe. Leta 1967 je na Nizozemskem doživel prometno nesrečo, po kateri si je pustil zrasti prepoznavne brke, da bi prikril preklano ustnico. Leta 1969 je z odliko dokončal študij in se vrnil v Turčijo.
Leta 1970 je ustanovil skupino ...Ve, s katero je posnel svojo prvo uspešnico Dağlar Dağlar. Pesem, ki je predstavljala odmik od čistega rocka in zahodnih glasbil, se je prodala v več kot 700 000 izvodih. Potem ko je kratek čas sodeloval s skupino Moğollar, drugimi pionirji anatolskega rocka, je izdal svoj prvi album Dünden Bugüne, kompilacijo svojih zgodnjih pesmi.
Leta 1972 je ustanovil Kurtalan Ekspres, ki je ostala njegova spremljevalna skupina do smrti. Leta 1975 je izdal prvi studijski album 2023, v slogu progresivnega rocka in z več inštrumentalnimi pesmimi. Naslednje leto je sklenil pogodbo z mednarodno založbo CBS Records in v Evropi izdal ploščo Baris Mancho, ki želenega mednarodnega uspeha ni dosegel, se pa je uvrstil v vrh lestvic v Romuniji in Maroku. V Turčiji je album izšel pod imenom Nick the Chopper. Leta 1975 je tudi odigral svojo edino filmsko vlogo v filmu Baba Bizi Eversene.
Konec 70. let je prebolel raka jeter. Julija 1978 se je poročil z Lale Çağlar, s katero je imel dva otroka: Doğukana (1981) in Batıkana (1984).
Leta 1981 je izdal album Sözüm Meclisten Dışarı, ki je vseboval nekaj njegovih največjih uspešnic, med njimi pesmi Dönence in Gülpembe, posvečeno njegovi pokojni babici. Pesem Arkadaşım Eşek, ki sicer govori o domotožju po deželi, je postala zelo priljubljena med otroki. Uspešen je bil tudi njegov naslednji album Estağfurullah... Ne Haddimize!, na katerem so izstopale pesmi z moralno tematiko kot Halil İbrahim Sofrası. Z albumom 24 Ayar (1985) se je slog Barışevih pesmi pomaknil k elektronskemu popu. Do konca 80. let je izdal še tri albume v podobnem slogu s pesmimi, za katere je kot eden prvih turških izvajalcev začel snemati videospote.
Leta 1988 je na turški nacionalni televiziji TRT 1 začel ustvarjati in voditi izobraževalno-razvedrilno oddajo 7'den 77'ye. Pri snemanju oddaje je Barış potoval v več kot 100 držav in jih predstavljal gledalcem, kar je bilo v Turčiji dotlej nevideno. Oddaja je vsebovala rubriko za otroke, za odrasle in starejše in doživela velik uspeh pri otrocih. Čeprav se je v 90. letih njegova slava nadaljevala po zaslugi televizijskega programa, sta bila albuma, izdana v tem obdobju, slabše sprejeta. Leta 1990 je nastopil na Japonskem v prisotnosti japonskega kronskega princa. Pet let pozneje je v tej državi nastopil na turneji, s katere je izdal svoj edini živi album Live In Japan.
Umrl je v starosti 56 let, tik pred izdajo novega dvojnega albuma Mançoloji, za nenadnim srčnim infarktom. Priredili so mu državni pogreb, ki se ga je udeležilo več deset tisoč ljudi in so ga prenašali v živo na državni televiziji. Pokopan je na pokopališču Kanlıca v Carigradu. V hiši, v kateri je živel, je danes urejen muzej.

## Diskografija

### Albumi
- 1975: 2023 (s Kurtalan Ekspres)
- 1976: Baris Mancho / Nick The Chopper
- 1979: Yeni Bir Gün (s Kurtalan Ekspres)
- 1980: 20 Sanat Yılı Disco Manço (s Kurtalan Ekspres)
- 1981: Sözüm Meclisten Dışarı
- 1983: Estağfurullah.. Ne Haddimize! (s Kurtalan Ekspres)
- 1985: 24 Ayar
- 1986: Değmesin Yaglı Boya
- 1988: Ful Aksesuar'88 Manço: Sahibinden İhtiyaçtan
- 1989: Darısı Başınıza
- 1992: Mega Manço
- 1995: Müsaadenizle Çocuklar

### Albumi v živo
- 1996: Live In Japan

### Kompilacije
- 1971: Dünden Bugüne
- 1976: Sakla Samanı Gelir Zamanı (s Kurtalan Ekspres)
- 1995: Best Album
- 1995: Barış Manço

### Posthumni albumi
- 1999: Mançoloji
- 2008: Bien fait pour toi (EP)
- 2018: Golden Rollers
- 2020: Manlac Blues 9, Volume 1 (Demo 1965–1966)

### Singli/EP
Barış Manço & Harmoniler
- 1962: Twist In USA/The Jet
- 1962: Do The Twist/Let’s Twist Again
- 1963: Çıt Çıt Twist/Dream Girl

Barış Manço & Jacques Denjean Orchestra
- 1964: Baby Sitter/Quelle Peste/Jenny Jenny/Un Autre Amour Que Toi
- 1964: Baby Sitter/Quelle Peste
- 1964: Jenny Jenny/Un Autre Que Toi

Barış Manço & Les Mistigris
- 1966: Il Arrivera/Une Fille
- 1966: Bien Fait Pour Toi/Aman Avcı Vurma Beni
- 1967: Bizim Gibi/Seher Vakti

Barış Manço & Kaygısızlar
- 1967: Kol Düğmeleri/Big Boss Mann/Seher Vakti/Good Golly Miss Molly
- 1968: Kızılcıklar/I’ll Go Crazy
- 1968: Bebek/Keep Lookin’
- 1968: Karanlıklar Içinde/Trip (To A Fair)
- 1968: Boğaziçi/Flower Of Love
- 1969: Runaway/Unutamıyorum
- 1969: Ağlama Değmez Hayat/Kirpiklerin Ok Ok Eyle
- 1969: Kağızman/Anadolu

Barış Manço & Ve
- 1969: Derule/Küçük Bir Gece Müziği
- 1970: Dağlar Dağlar/Dağlar Dağlar

Barış Manço & Moğollar
- 1971: İşte Hendek İşte Deve/Kâtip Arzuhalim Yaz Yare Böyle
- 1971: Binboğa’nın Kızı/Ay Osman